# The Pale Fountains
The Pale Fountains foram uma banda inglesa de pós-punk formada em Liverpool em 1980 e composta por Mick Head (vocalista/guitarrista), Chris McCaffery (baixista), Thomas Whelan (baterista) e o ex-trompetista do Dislocation Dance, Andy Diagram.

## História
Inspirado em artistas dos anos 60 como Love, Burt Bacharach e The Beatles, o grupo lançou seu single de estreia (There's Always) Something On My Mind pela gravadora Les Disques du Crépuscule. Embora o grupo não conseguira fazer muito sucesso comercial, a banda iria ganhar elogios da crítica com os seus dois álbuns lançados pela Virgin: Pacific Street e ... From Across the Kitchen Table, ambos produzidos por Ian Broudie, que mais tarde encontrou a fama com o The Lightning Seeds.
A banda se separou em 1987, com Mick Head formando junto com o seu irmão John, a banda Shack. Andy Diagram já havia deixado a banda em 1984 e mais tarde iria se juntar a James. O baixista e membro fundador Chris "Biffa" McCaffery morreu em 1989 de um tumor cerebral.

## Membros
- Mick Head – vocais, guitarra (1981–1987)
- Chris McCaffery – baixo (1981–1987; morto em 1989)
- Thomas Whelan – bateria (1981–1987)
- Andy Diagram – trompete (1982–1984)
- John Head  – guitarra (1984–1987)

## Discografia

### Álbuns de estúdio
- Pacific Street (1984)
- ...From Across The Kitchen Table (1985)

### Compilações
- Longshot For Your Love (1998)
- Something On My Mind (2013)

## Singles
- "(There's Always) Something on My Mind"
- "Thank You" [3]
- "Palm of My Hand"
- "Unless"
- "Don't Let Your Love Start a War"
- "Jean's Not Happening"
- "...From Across the Kitchen Table"